# Étienne Porcher
Étienne Porcher, né vers 1320, décédé vers 1385, est un riche négociant devenu proche des rois de France, à l'époque des premiers Valois.
Bourgeois de Joigny devenu maître des garnisons du vin et sergent d'armes des rois Jean II le Bon, Charles V et Charles VI, il est anobli par lettres patentes de juin 1364. Il fonde l'hôtel-Dieu de Joigny et une chapelle attenante à l'église Saint-Thibault, où il est représenté dans une statue polychrome en orant, toujours visible aujourd'hui.
Personnage souvent étudié par les historiens régionaux et les généalogistes français, en raison de son parcours exceptionnel mais aussi de sa nombreuse descendance, il est une personnalité influente à la Cour des Valois et l'exemple d'une ascension sociale réussie à l'époque médiévale.

## Biographie

### Origines
Deux thèses, fondées sur des documents médiévaux, co-existent sur l'origine d'Étienne Porcher.
La première, conforme à la tradition, en fait un bourgeois issu d'une riche famille de Joigny. Elle est basée sur un document publié par Auguste Longnon (1844-1911), faisant référence à un nommé Moriaus Pourchiers, bourgeois de Joigny, qui prête en 1298, 30 livres d’argent au roi de France, et qui pourrait alors être le grand-père d'Étienne Porcher.
La deuxième hypothèse est tirée de l'acte de concession des armoiries d'Étienne Porcher, par Miles XIII de Noyers, comte de Joigny, en 1368. Dans ce document, Miles de Noyers rappelle que le « bien aimé et féal Estienne Porcher » a toujours « loyaument et longuement servy nos prédécesseurs » et il l'autorise à porter les armes « que souloient porter nobles et puissants seigneurs nos prédécesseurs comtes de Joigny ». 
En prenant en considération l'origine autunoise de Jeanne de Montbéliard, dame d'Antigny et grand-mère de Miles XIII de Noyers, et le fait qu'à Marmagne, près d'Autun, existait une famille Porcher, propriétaire d'un fief dès 1298, il est possible que ces Porcher, d'origine bourguignonne, se soient établis dans la cité jovinienne en qualité de proches de la famille comtale, Étienne Porcher, émergeant alors naturellement, au cours du XIVe siècle, comme membre de l'entourage des comtes de Joigny, et par eux, des Rois de France.

### Le commerce du vin
Joigny, petite cité aux confins des comtés de Champagne et d'Auxerre, est une ville commerçante très dynamique au Moyen Âge, tirant sa richesse économique de sa position de carrefour de la production et du négoce des vins.
Étienne Porcher alimente le marché parisien en vins de Champagne, de Chablis et de Bourgogne, sa proximité avec la famille de Noyers, qui tient entre 1336 et 1346 la charge de Grand Bouteiller de France, l'introduisant dans le cercle des rois de France. Il y devient « maître des garnisons des vins » (magister munitionum vinorum), avec la responsabilité d'alimenter la Cour et les armées royales en boissons. Ce commerce lui permet de devenir l'un des plus riches bourgeois de son temps.
Signe de cette ascension sociale, il épouse en secondes noces Jeanne Cocatrix, issue d'une des plus influentes dynasties de la haute bourgeoisie parisienne et cousine germaine d'Étienne Marcel.
Jeanne Cocatrix est après son mariage surnommée la Marchande de sel, ce qui laisse penser qu'Étienne Porcher s'est également adonné au lucratif commerce du sel, peut-être par l'intermédiaire de son beau-père.

### Sergent d'armes du Roi
Étienne Porcher, devenu proche des rois, devient, sans doute avant 1350, sergent d'armes du Roi.
Les sergents d'armes, sortes de gardes du corps, avaient été institués par Philippe-Auguste. Composée à son origine de 150 hommes de noble extraction, leur compagnie n'en comptait plus que dix sous le règne de Charles V. Ne relevant que du roi et du connétable de France, ces sergents d'armes, en plus de leurs fonctions, se positionnaient en conseillers influents du Prince, pouvant se voir confier des commandements militaires. Cette nomination vient donc sanctionner l'importance d'Étienne Porcher à la Cour.

### Vers les honneurs
En juin 1364, Étienne Porcher reçoit des lettres d'anoblissement, dans lesquelles le roi déclare récompenser « les services nombreux et désintéressés qu'Étienne Porcher avait rendu tant à son prédécesseur, Jean le Bon, qu'à lui-même ». À cause de l'incertitude des origines d'Étienne Porcher, on ne sait précisément si cet anoblissement par le roi de France doit se comprendre comme la reconnaissance royale de l'ancienne noblesse des Porcher, connue en Bourgogne, ou comme une élévation d'un membre de la bourgeoisie, encore marquée de roture.
De fait, on sait que bourgeoisie et noblesse ne sont à l'époque pas aussi éloignées qu'elles ne le seront par la suite. Ainsi, le roi Charles V, par acte d'août 1371, accorde aux Bourgeois de Paris le privilège de posséder fiefs et arrière-fiefs « alleus » sans paiement de taxe et à porter les ornements d’ordres de chevalerie qui leur sont ouverts.
Enfin, ultime honneur, Étienne Porcher obtient, par concession de Miles XIII de Noyers, comte de Joigny, datée du 4 septembre 1368, le droit de porter pour lui et sa descendance les armes des anciens comtes de Joigny, dont la descendance s'était récemment éteinte, et qui sont « de gueules, à une aigle d’argent aux ailes éployées, armée et becquée d’or » (on trouve aussi « de gueules à l'aigle d'argent »). Ces armes avaient peut-être déjà été utilisées par Étienne Porcher, dont on connaît un petit sceau de 1363 (« partie, d'un côté une aigle au vol abaissé, de l'autre une barre avec une étoile en chef et une hure de sanglier en pointe ».

### Fondations charitables
Étienne Porcher réserve une partie de sa très grande fortune à des fondations inspirées par sa piété et son amour des pauvres. À Paris, il fonde ainsi en l'église Saint-Jean-en-Grève une chapelle en l'honneur de la Trinité, de la Vierge, de saint Jean-Baptiste et de saint Jean-Évangéliste, fondation confirmée par lettres du roi Charles V de mars 1376.
À Joigny, il fonde sur la paroisse Saint-André un hospice pour femmes pauvres, bientôt appelée l'Hôtel-Dieu Notre-Dame, ou des Porcher. Cet hospice, encore florissant en 1722, était géré par des administrateurs nommés parmi les descendants du fondateur. Il ferma ses portes à la Révolution.
Enfin, on doit à Étienne Porcher la fondation en l'église Saint-Thibault d'une chapelle en l'honneur de la Trinité et de la Vierge, appelée aussi chapelle Notre-Dame de la Conception ou des Porcher. Les lettres d'amortissement obtenues du roi Charles V en avril 1369, outre les obligations du chapelain, stipulent que ce dernier devait être perpétuellement choisi dans la descendance d'Étienne Porcher.
Confirmée par une bulle papale du 1er mars 1372 du pape Grégoire XI, cette fondation survit à la destruction de la chapelle au XVIe siècle et à la Révolution, mais est supprimée en 1809 par Étienne Antoine Boulogne, évêque de Troyes, alors que son dernier titulaire, Anne-Charles Saulnier de Beauregard, nommé chapelain en 1772, meurt en 1839 abbé de la Trappe de la Melleraye.
Le souvenir de la chapelle des Porcher est aujourd'hui maintenu par la présence d'une statue polychrome d'Étienne Porcher en orant, ainsi que de vitraux du XIXe siècle, qui le représentent avec ses armoiries.

### Possessions
À mesure que se manifestent sa réussite sociale et financière, Étienne Porcher acquiert plusieurs fiefs à Paris, en Île-de-France et autour de Joigny. Certains fiefs parisiens proviennent du patrimoine de sa belle-famille, les Cocatrix. C'est le cas du fief Harenc, apporté en dot par Jeanne Cocatrix, mais aussi du fief d'Autonne, acheté le 25 octobre 1374 pour deux cents francs d'or par Étienne Porcher à Bernard Cocatrix.

### Postérité et descendance
L'acte d'anoblissement de 1364 ouvrait le privilège de la transmission de la noblesse aux descendants d'Étienne Porcher en lignes masculines et féminines, selon l'ancienne coutume de Champagne, et ce que reconnut plusieurs fois la jurisprudence nobiliaire de l'Ancien Régime (1471, 1507 et 1611).
Il faut cependant noter que la bourgeoisie de Joigny préférera souvent se réclamer de la descendance des familles Gontier et Ponton, alliées aux Porcher, dans lesquelles se transmettait un droit de franc-bourgeoisie, accordant l'exemption fiscale sans interdire, contrairement à l'état de noblesse, l'exercice d'une activité dérogeante.
Ces raisons, relevant autant de la fiscalité que du prestige social, ainsi que la nécessité de tenir à jour le registre des descendants d'Étienne Porcher parmi lesquels devaient être obligatoirement choisis les administrateurs de l'Hôtel-Dieu de Joigny et de la chapelle des Porcher, expliquent pourquoi sa généalogie fit, si tôt, l'objet de tant d'intérêt. Elle fut ainsi l'objet d'une publication imprimée en 1650, encore mise à jour vers 1740 par Étienne Piochard de la Brûlerie, lequel en profita pour faire reconnaître sa noblesse en 1743, par des lettres d'anoblissement « en tant que de besoin ».
De ses deux mariages, Étienne Porcher eut au moins quatre enfants, dont les noms suivent :
- avec Agnès de Voisines, fille supposée de Erard de Voisines, bourgeois de Sens, sergent d'armes du Roi, garde de la prévôté royale de Sens et de Jeanne Dallement :
  - Dreux Porcher (1353-1414) maître-clerc aux Comptes, notaire et secrétaire du Roi (dès 1372), secrétaire des Généraux des Aides (1388-1414), qui épouse une demoiselle de Rougemont, fille de Jean, seigneur de Ruffey, et de Marguerite de Chauvirey, dont deux filles et quatre garçons, avec une descendance dans les familles de Vailly, Le Camus, Guarin et Bury.
  - Jean Porcher (1355-1429), écuyer, seigneur de Mitry, conseiller aux requêtes du Palais (1387-1429) et au Parlement (1399), maître des Comptes, secrétaire du Roi (1387-1429), qui épouse Jeanne de Chanteprime, fille  de Pierre de Chanteprime, aussi conseiller au Parlement et trésorier de France, dont trois filles et une descendance dans les familles Foucault, Rousselet et Perroté, et de là, dans de nombreuses familles de la bourgeoisie de Joigny et d'Auxerre, et dans les familles Le Duc puis Aguenin Le Duc, et de là, dans de nombreuses familles du Paris et de la haute noblesse française (Lamoignon, Briçonnet, Nicolaÿ...).
- avec Jeanne Cocatrix[4], fille de Bernard Cocatrix, bourgeois et échevin de Paris (1355-1356), maître extraordinaire des Comptes (1359)[12] et d'Agnès de Fleury :
  - Jeanne Porcher (née vers 1360, + après 1427), qui épouse vers 1387 Jean L'Aubigeois (+1389), Grenetier de la Ville d’Auxerre, maître des garnisons de vin du Roi (1385) en survivance d'Étienne Porcher, son beau-père, puis vers 1390 Jean de L'Esclat, dont plusieurs enfants et postérité dans les familles L'Aubigeois, Matignon, Budé, Vitard, Chevalier, Culdoë, et par elles dans de nombreuses familles de Joigny jusqu'aux familles ducales et princières françaises[13].
  - Isabeau Porcher, née vers 1363, épouse Jean du Bois, greffier criminel au Parlement de Paris (1401), notaire et secrétaire du Roi (1404), anobli par le roi Charles VI (1409), puis Dreux des Portes (+1423), notaire et secrétaire du Roi, dont descendance dans les familles Le Clerc, Gonthier et Joly...

Selon les tableaux de descendance entretenus pendant plusieurs siècles, complétés par les études généalogiques contemporaines, Étienne Porcher compte donc dans sa descendance la plupart des familles marchandes et de robe d'Auxerre et de Joigny, lesquelles possèdent par lui un principe de noblesse, reconnu jusqu'à la fin de l'Ancien Régime, mais aussi les plus grands noms de la haute noblesse de France.
Figure notable du XIVe siècle français, entre bourgeoisie et noblesse, service du roi et monde des affaires, Étienne Porcher fascine toujours nombre de généalogistes contemporains. Si la singularité de son anoblissement explique l'intérêt qu'il a toujours représenté chez ses descendants, il continue de représenter pour beaucoup l'exemple d'une bourgeoisie provinciale dynamique, méritante et laborieuse, comblée d'honneur par le souverain.

## Pour approfondir